# 강익 개암문집 목판
강익 개암문집 목판(姜翼 介庵文集 木板)은 대한민국 경상남도 함양군 함양읍 교산리에 있는, 개암 강익(姜翼,1523∼?)의 문집을 널리 간행하기 위해 만든 책판이다.
1972년 12월 29일 경상남도의 유형문화재 제167호 개암선생 문집책판으로 지정되었다가, 2018년 12월 20일 현재의 명칭으로 변경되었다.

## 개요
개암 강익(姜翼,1523∼?)의 문집을 널리 간행하기 위해 만든 책판이다.
강익은 남명 조식의 문인으로, 명종 4년(1549)에 진사를 지냈으며, 명종 21년(1566)에 정여창의 신원을 회복하기 위해 상소를 올렸다. 평생 학문과 후진양성을 위해 노력하였으며, 남계서원에 봉향되어 있다.
이것은 상하 1책으로 되어 있는데, 상권에는 시(詩)·서(書)·기(記)·추록(追錄)이 있고, 하권에는 세계(世系)·연보(年譜)·행장(行狀)·제문 (祭文) 등이 수록되어 있다. 서문은 숙종 32년(1706)에 정지윤이 썼으나, 간행 기록으로 보아 간행은 이미 숙종 12년(1686)에 이루어졌음을 알 수 있다.
이 문집은 추록 부분에 선생이 지은 시조 3수가 있어 시조 연구에 좋은 자료이다.

## 참고 문헌
- 강익 개암문집 목판 - 국가유산청 국가유산포털